# Krümmungsmerkmal

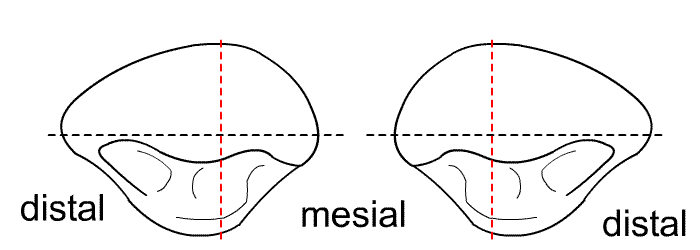
Krümmungsmerkmal

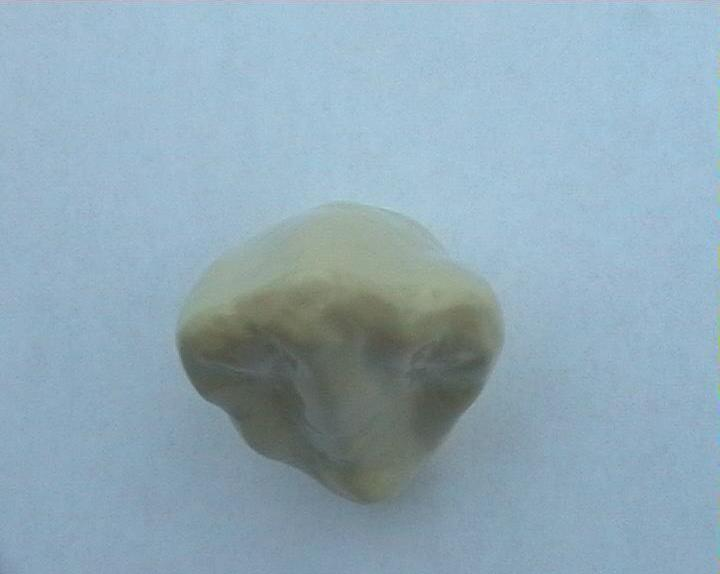
Krümmungsmerkmal – Eckzahn

Das Krümmungsmerkmal des Zahnes ist ein Erkennungsmerkmal für die Bestimmung, ob ein Zahn zur rechten oder linken Kieferhälfte gehört.
Die vestibuläre Zahnfläche hat mesial eine weniger starke Krümmung als distal. Der größte Zahndurchmesser liegt somit weiter mesial und nicht genau mittig. Der Übergang zur mesialen Approximalfläche ist kürzer und stärker gekrümmt als der Übergang zur distale Approximalfläche.

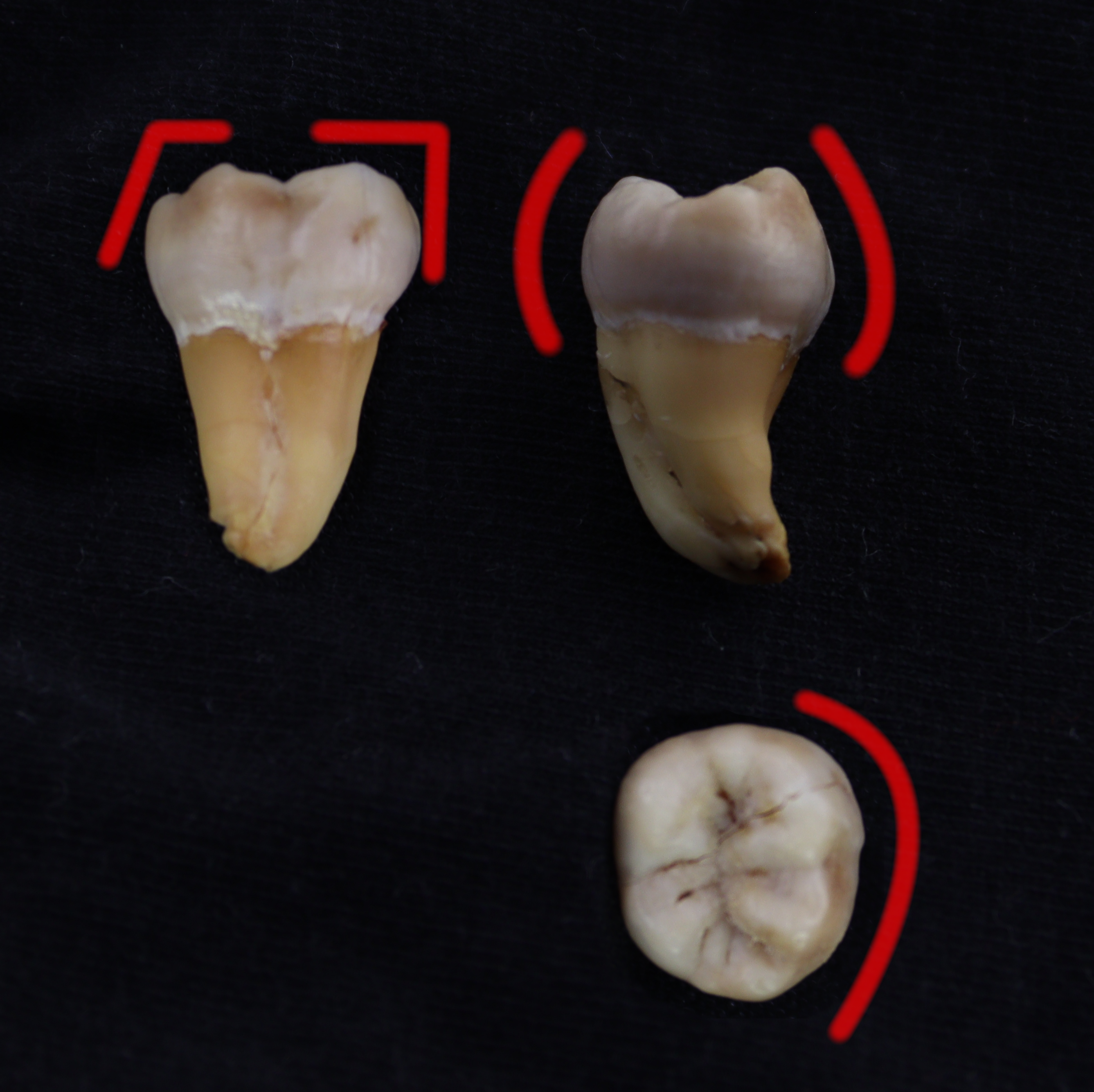
Krümmungs-, Winkel- und vertikales Krümmungsmerkmal an einem unteren Molaren

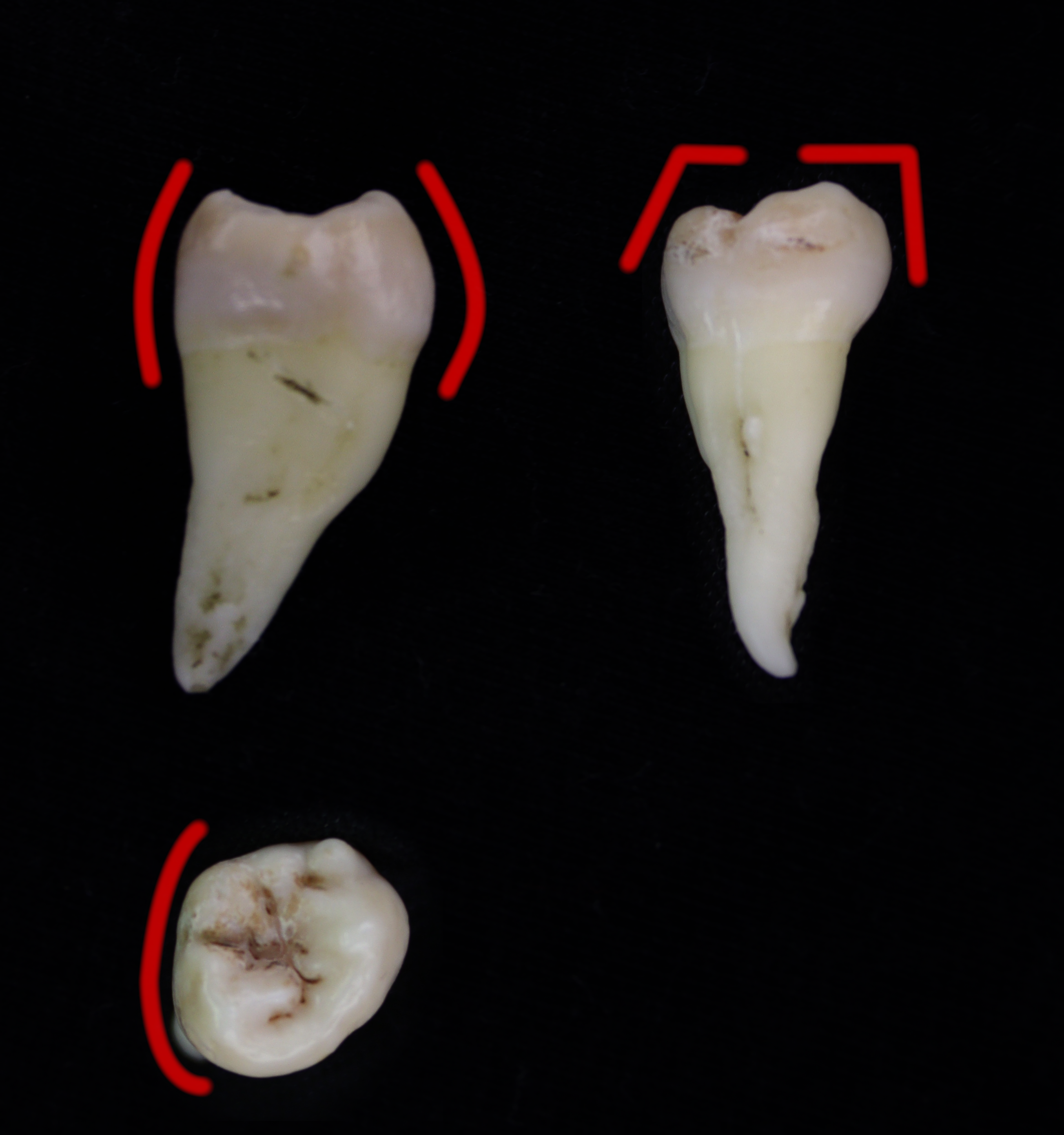
Krümmungs-, Winkel- und vertikales Krümmungsmerkmal an einem oberen Molaren

Von inzisal betrachtet ist der Winkel zwischen Vestibulärfläche und mesialer Approximalfläche kleiner als 90°. Der Winkel zwischen Vestibulärfläche und distaler Approximalfläche ist dagegen größer als 90°.
Das Krümmungsmerkmal ist besonders bei den Schneidezähnen und Eckzähnen ausgeprägt, aber auch bei den Prämolaren und Molaren oft gut erkennbar.
Im Unterkiefer ist die mesiale Wurzel stärker gekrümmt, als die distale.
Das Krümmungsmerkmal steht im Einklang mit der Krümmung des Zahnbogens, dessen Krümmung nach mesial zunimmt. Allerdings ist das Krümmungsmerkmal an den Zahnkronen viel stärker ausgeprägt, als es die geometrische Form des Zahnbogens erfordert.
Der erste obere Prämolar hat ein umgekehrtes Krümmungsmerkmal.
Weitere Erkennungsmerkmale für die Seitenzugehörigkeit eines Zahnes sind:
- Wurzelmerkmal
- Winkelmerkmal

Um Seitenzähne dem Ober- oder Unterkiefer zuzuordnen, dient außerdem die Kronenflucht.